# Ngwatle
Ngwatle est une ville du Botswana.